# École supérieure polytechnique de Dakar
Pour les articles homonymes, voir ESP.
L'école supérieure polytechnique de Dakar, plus connue par sous le sigle ESP est une école de formation professionnelle placée sous la tutelle du ministère de l’enseignement supérieur du Sénégal. Elle a été fondée en mai 1964. Elle est rattachée à l’université Cheikh-Anta-Diop (UCAD) de Dakar mais est dotée de la personnalité juridique et d'une autonomie financière. L'ESP de Dakar est l’une des écoles d'ingénieurs les plus importantes du Sénégal et de l’Afrique de l'Ouest. Elle forme des techniciens supérieurs et des ingénieurs dans le domaine de la science, de la technique et de la gestion.
L’ESP compte six départements (génie informatique, génie électrique, génie mécanique, génie civil, génie chimique et biologie appliquée et le département de gestion) et des laboratoires de recherche.

## Historique
Depuis sa création l’École Supérieure Polytechnique de Dakar a toujours constitué un véritable pôle d’excellence pour la formation des étudiants du Sénégal, de la sous-région et d’ailleurs.
L’Institut Polytechnique (IP), fondé sur les fonts baptismaux en mai 1964 est devenu IUT (Institut universitaire de Technologie) en novembre 1967. Le 30 avril 1973, la promulgation de la loi 73-17 et le décret 73-387 permettent à l’Institut Universitaire de Technologie (IUT) d’être un établissement public doté de la personnalité juridique et de l’autonomie financière au sein de l’Université de Dakar.
A la rentrée universitaire de 1973 – 1974, l’École Nationale des Travaux Publics et Bâtiments (ENTPB) qui formait des agents techniques pour le ministère de l’équipement est intégrée au département de génie civil de l’IUT. A la même année, d’autres réformes ont permis à l’Institut Universitaire de Technologie de dispenser des enseignements en commerce et d’administration des entreprises.
C’est ainsi que ces formations complémentaires ont entrainé la délivrance de Diplôme d’Ingénieur Technologue (DIT) et le Diplôme D’Etudes Supérieures en Commerce et Administration des Entreprises (DESCAE). L’IUT devient ENSUT (École nationale supérieure universitaire de Technologie) en 1974.
Le 24 novembre 1994, la loi N° 94-78 la transforme en École supérieure polytechnique (ESP) avec deux centres : Dakar et Thiès. Elle regroupe l’ENSUT, l’École polytechnique de Thiès (EPT) et la section industrielle de l’École normale supérieure d'enseignement technique et professionnel (ENSETP). Au même moment, elle se sépare de sa division tertiaire devenue Institut Supérieur de Gestion (ISG) qui est rattaché à la Faculté des Sciences Economiques et de Gestion (FASEG).
L’ENSETP a été reconstituée 2005 en reprenant sa partie industrielle qui était dans l’ESP. L’ex-Département Gestion de l’ex-ENSUT, devenu Institut Supérieur de Gestion rattaché à la FASEG est revenu dans l’ESP en 2006.
En 2007, l’ex-Centre de Thiès de l’École Supérieure Polytechnique (ex EPT) est redevenu l’École polytechnique de Thiès, rattachée à l’Université de Thiès et ensuite rattachée directement au Ministère chargé de l’Enseignement Supérieur